# Deja Entendu
Deja Entendu es el segundo álbum de estudio de la banda estadounidense Brand New, lanzado en 2003. Fue ampliamente elogiado por mostrar la madurez de la banda desde su debut Your Favorite Weapon. El título del álbum significa en francés «ya escuchado». Dos sencillos y videos fueron extraídos del álbum: "The Quiet Things that No One Ever Knows" y "Sic Transit Gloria... Glory Fades". El álbum recibió críticas muy positivas y desde entonces ha sido colocado en numerosas listas como uno de los mejores álbumes de la década y del género emo.
Hay tres presiones del vinilo. La primera tirada fue de mil copias, y tiene un código de barras en la parte posterior del doblez. La segunda tirada no tiene un código de barras. El 2 de marzo de 2015, la banda declaró que iban a volver a lanzar el disco en este formato. Se lanzaría primero para el Record Store Day (18 de abril) en un paquete limitado, con un lanzamiento más amplio el 5 de mayo. Ambos fueron publicados en vinilo negro de 180 gramos.
El disco recibió el disco de oro el 29 de mayo de 2007, casi 4 años después de su lanzamiento. Además, fue incluido en los mejores 50 álbumes de 2003 por la revista Rolling Stone.

## Composición
El segundo álbum de estudio de Brand New fue escrito en "el año y medio o dos años" en el que estaban de gira con el material de Your Favorite Weapon. Según el baterista Brian Lane, "Jesse [Lacey] escribió muchas letras sobre cosas diferentes, más allá del típico 'Acabo de romper con mi novia' para el nuevo disco". Lacey escribió las canciones en una guitarra acústica en su habitación.
Varios de los títulos de canciones hacen referencia a películas. La primera canción titulada "Tautou" hace referencia a la actriz francesa Audrey Tautou, en la película Amélie. "Okay I Believe You, But My Tommy Gun Don't" es una línea de Home Alone 2: Lost in New York, y "Sic Transit Gloria...Glory Fades" es una cita de la película de Wes Anderson Rushmore. Además, la frase "Y he visto lo que les sucede a los malvados y orgullosos cuando deciden tratar de tomar el trono por la corona" (de 'Jaws Theme Swimming') es una referencia a una línea de la película de 1999 Dogma, específicamente haciendo referencia a una línea del personaje de Matt Damon, Loki. "I Will Play My Game Beneath the Spin Light" es una cita de la novela deportiva de Bruce Brooks The Moves Make the Man, y toma prestados los versos de la canción "Chumming the Ocean" de la banda Archers of Loaf.
"Me vs. Maradona vs. Elvis" es una canción que Lacey describe como su peor pesadilla, convirtiéndose en una figura abandonada después de que su mejor momento haya terminado. El título hace una comparación con Elvis Presley, quien murió de una sobredosis de drogas, y Diego Maradona, que sufría de adicción a las drogas y fue acusado de violencia doméstica.
La canción "Play Crack the Sky" fue sobre el naufragio de 1951 del FV Pelican en Montauk Point, Nueva York, donde 45 personas perdieron la vida a una milla del faro. Lacey afirmó que la canción "toca partes de la vida de las que no hablo mucho [...] He crecido pensando que el agua proviene de vivir en Long Island. Practicar surf, navegar, pescar, esa es una gran parte de mi vida, aparte de la banda". El final de la canción es una referencia al Sgt. Pepper's Lonely Hearts Club Band (1967) de los Beatles. Durante un espectáculo en su gira en solitario de 2007 con Kevin Devine, Jesse explicó que el título era una referencia a la canción de Mylon LeFevre "Crack the Sky".

## Publicación
Deja Entendu se lanzó a través de Triple Crown y Razor & Tie el 17 de junio de 2003. Brand New realizó una gira por los Estados Unidos en julio de 2003 con el apoyo de Moneen, The Beautiful Mistake y Senses Fail. "The Quiet Things that No One Ever Knows" fue lanzado como sencillo el 6 de octubre. El álbum fue lanzado en el Reino Unido el 13 de octubre, a través de Eat Sleep. El 3 de noviembre, el álbum fue lanzado en Australia a través de Below Par. "Sic Transit Gloria... Glory Fades" se lanzó a la radio el 18 de noviembre. En enero de 2004, la banda realizó una gira por el Reino Unido con el apoyo de Straylight Run y Moneen. El sencillo principal "The Quiet Things that Never One Knows" alcanzó el puesto #37 en la lista de Billboard Alternative Songs.

## Crítica
Después de siete semanas desde su lanzamiento, el álbum igualó las 51 000 copias vendidas de Your Favorite Weapon. El álbum fue certificado oro por la Recording Industry Association of America el 29 de mayo de 2007, casi cuatro años después de su lanzamiento original. Es el único lanzamiento de Brand New hasta la fecha que ha sido certificado.
Deja Entendu recibió críticas muy positivas de parte de los críticos, que elogiaron la evolución de la banda desde su álbum debut. AllMusic dio a Deja Entendu cuatro de cinco estrellas, indicando que:
Hasta 2003, Brand New había eludido cualquier noción de que estarían atrapados en el molde prototípico que se encuentra en Your Favorite Weapon. A diferencia de su debut, Deja Entendu no se trata de rupturas amargas y no cae en un agujero punk-pop permanente. Producido por Steven Haigler (Pixies, Quicksand), este segundo esfuerzo encuentra una nueva madurez, buscando texturas y estructuras de canciones en lugar de clichés.
Sputnikmusic le dio al álbum cinco estrellas de cinco, proclamando que "podríamos relacionarnos con la forma en que Lacey grita «Esta es la razón por la que estás solo, este es el ascenso y la caída» al final de 'Tommy Gun'. Entendimos la desesperación en su voz y los sutiles matices de la frustración sexual en 'Me vs. Maradona vs. Elvis'. Estábamos empezando a ver cuán brillantes eran las letras para "Play Crack The Sky", una canción que simultáneamente trata sobre el amor, la muerte y las relaciones en un nivel metafórico singular. Estas emociones eran nuevas para nosotros, y teníamos la sensación de que también significaron algo para el hombre que canta sobre ellos". IGN calificó el álbum con un 9.7 sobre 10, llamándolo "probablemente el mejor lanzamiento underground de este año".

### Reconocimiento y legado
El álbum se ubicó en el puesto 25 en la lista de Sputnikmusic de los 100 mejores álbumes de la década de 2000, uno de los dos álbumes más nuevos de la lista (The Devil and God Are Raging Inside Me se incluyó en el n.º 20). Rolling Stone colocó el álbum en el n.º 19 en su lista de los 40 mejores álbumes emo de todos los tiempos, por delante de Your Favour Weapon en el n.º 29. El álbum se incluyó en la lista de 101 Modern Classics de Rock Sound en el número 21. Rock Sound escribió más tarde que el álbum posee "una calidad que define al género" y lo considera como "un clásico emo". También escribieron que se convertiría en el "anteproyecto [que] generaría decenas de imitadores, [y] crearía iconos alternativos de sus creadores". NME enumeró el álbum como uno de los "20 álbumes de emo que han resistido firmemente la prueba del tiempo".

## Listado de canciones
1. "Tautou" – 1:42
2. "Sic Transit Gloria... Glory Fades" – 3:06
3. "I Will Play My Game Beneath The Spin Light" – 3:57
4. "Okay I Believe You, But My Tommy Gun Don't" – 5:35
5. "The Quiet Things That No One Ever Knows" – 4:01
6. "The Boy Who Blocked His Own Shot"  – 4:39
7. "Jaws Theme Swimming" – 4:34
8. "Me Vs. Maradona Vs. Elvis" – 5:19
9. "Guernica" – 3:23
10. "Good To Know That If I Ever Need Attention All I Have To Do Is Die" – 7:00
11. "Play Crack The Sky" – 5:27

## Créditos
- Jesse Lacey – cantante, guitarra
- Vincent Accardi– guitarra, coros
- Garrett Tierney – bajo
- Brian Lane – batería

## Lista de éxitos

### Listas semanales
| Año  | Lista                     | Máxima posición |
| ---- | ------------------------- | --------------- |
| 2003 | US Billboard 200          | 63              |
| 2004 | UK Albums Chart           | 105             |
| 2015 | US Billboard Vinyl Albums | 3               |

### Sencillos
| Año  | Sencillo                                  | Lista                | Máxima posición |
| ---- | ----------------------------------------- | -------------------- | --------------- |
| 2003 | "The Quiet Things That No One Ever Knows" | US Alternative Songs | 37              |
| 2004 | "The Quiet Things That No One Ever Knows" | UK Singles Chart     | 39              |